# Jan Olesiński
Jan Olesiński (né le 26 septembre 1956 à Katowice) est un pentathlonien polonais, champion du monde par équipe en 1981.

## Biographie
il s'entraîne à Legia Varsovie dans les années 1976-1984. Il participe aux Jeux olympiques d'été de 1980 à Moscou mais c'est l'année suivante qu'il remporte son plus grand succès, il est sacré champion du monde par équipe.

## Palmarès

### Championnats du monde
- 1981
  -  Médaille d'or par équipe

### Championnats de Pologne
- 1982  Médaille d'argent
- 1984  Médaille d'argent